# SR IOV
SR-IOV (сокращение от англ. Single Root Input/Output Virtualization, виртуализация ввода-вывода с единым корнем) — технология виртуализации устройств, позволяющая предоставить виртуальным машинам прямой доступ к части аппаратных возможностей устройства.

## Терминология
Ключевыми терминами являются:
- Physical Function — функциональность того, что будет разделяться между виртуальными машинами. В случае сетевого адаптера, например, это сетевой интерфейс, доступный для отправки и приёма трафика.
- Virtual Function — несколько объектов того же типа, как и физическая функция, позволяющие отдавать функции виртуальным машинам независимо друг от друга. В случае сетевого адаптера это некоторое количество сетевых устройств, передаваемые в виртуальные машины.

## История
Впервые опубликована в декабре 2008 года в виде презентации Intel: An Introduction to SR-IOV Technology. Разработка велась в рамках PCI-SIG (http://www.pcisig.com/, PCI Special Interest Group).

## Практическое применение
Основное применение SR-IOV — виртуализация сетевых плат. В этом случае в качестве физической функции выступает физический сетевой интерфейс (и сама сетевая плата), а в качестве виртуальной функции — эмулируемые (на уровне сетевой платы) PCI-устройства, каждое из которых выступает в роли самостоятельной сетевой платы с отдельным идентификатором, которую можно делегировать виртуальным машинам.